# Anatoli Sedashov
Anatoli Sedashov –en ruso, Анатолий Седашёв– es un deportista soviético que compitió en piragüismo en la modalidad de aguas tranquilas. Ganó dos medallas en el Campeonato Mundial de Piragüismo en los años 1970 y 1971.

## Palmarés internacional
| Campeonato Mundial | Campeonato Mundial     | Campeonato Mundial | Campeonato Mundial |
| Año                | Lugar                  | Medalla            | Evento             |
| ------------------ | ---------------------- | ------------------ | ------------------ |
| 1970               | Copenhague (Dinamarca) | Medalla de oro     | K1 4 × 500 m       |
| 1971               | Belgrado (Yugoslavia)  | Medalla de bronce  | K1 4 × 500 m       |